# David Pearson
David Gene Pearson (Whitney, cerca de Spartanburg, Carolina del Sur, Estados Unidos; 22 de diciembre de 1934-12 de noviembre de 2018) fue un piloto de automovilismo de velocidad que obtuvo tres campeonatos de la Copa NASCAR (1966, 1968 y 1969). En las 574 carreras que disputó en la categoría, obtuvo 105 victorias, segundo en el histórico detrás de Richard Petty, y 301 top 5. Fue exitoso en todo tipo de trazados: ganó las 500 Millas de Daytona de 1976 y triunfó en otras siete pruebas en Daytona, ganó diez pruebas en Darlington, nueve en Michigan y tres en Riverside. Pearson obtuvo la mayor parte de sus logros con automóviles de Dodge, Ford y Mercury.

## Trayectoria
Pearson debutó en la Copa NASCAR en 1960, donde corrió 22 carreras en un Chevrolet propio. Terminó 23º en la tabla final con un segundo puesto y otros dos top 5, con lo cual fue nombrado Novato del Año. En 1961, participó en 19 carreras, algunas en un Chevrolet propio y otras en un Pontiac de Ray Fox. Con este último obtuvo tres victorias: la primera de ellas en su debut en el equipo en las 600 Millas de Charlotte, otra en las 250 Millas Firecracker en Daytona y la última en Atlanta. Eso le permitió alcanzar el 13.eɾ lugar en el campeonato.
En 1962, Pearson corrió en diez carreras para varios equipos, en todos los casos para Pontiac. Siete top 5, la mayoría en óvalos grandes, le permitieron terminar décimo en el campeonato. El piloto disputó 41 carreras en 1963, la gran mayoría en un Dodge de Cotton Owens. Cosechó 13 top 5 y terminó octavo en el campeonato. Continuó corriendo para Cotton Owens en 1964, donde se ausentó en una carrera de las 62. Sumó ocho victorias, 29 top 5 y 12 pole positions que lo dejaron tercero en el campeonato, detrás de Richard Petty y Ned Jarrett.
Un conflicto reglamentario hizo que Pearson boicoteara gran parte de la temporada 1965 de la Copa NASCAR. Finalmente disputó 14 carreras, de las que ganó dos y finalizó entre los primeros cinco en ocho. En 1966, Pearson ganó el campeonato por primera vez para Dodge y Cotton Owens, al ganar 15 carreras de 42 disputadas y arribar quinto o mejor en 26.
A mitad de la temporada 1967, Pearson dejó el equipo de Owens y se unió al de Holman Moody, que usaba automóviles Ford. Ese año compitió en 22 carreras, ganó dos y obtuvo 11 top 5, que le bastaron para terminar séptimo. Ya instalado en la estructura nueva, Pearson ganó 16 carreras de las 48 que disputó en 1968 y llegó entre los primeros cinco en 36, de manera que se llevó el título. En 1969, el piloto en 51 participaciones consiguió 11 triunfos y nada menos que 42 top 5, lo cual se permitió acumular 229.760 dólares estadounidenses en premios y obtener su tercera Copa NASCAR.
Esa fue su última temporada completa en la categoría. En 1970, Pearson disputó 19 carreras, ganó una y llegó quinto o mejor en 9, de manera que finalizó 23º. En 1971, el piloto volvió a cambiar de entorno a mitad de temporada, en este caso el equipo de Ray Nichels y automóviles de Pontiac y Plymouth. Ganó dos carreras y sumó ocho top 5 en 17 competencias disputadas, que lo relegaron al 51.er puesto.
La NASCAR eliminó las carreras en óvalos de tierra, de menos de 0,5 millas de longitud y de menos de 250 millas de duración, reduciendo el calendario de unas 50 a 31 carreras. Pearson ganó seis de ellas y finalizó entre los primeros cinco en 12, pero sus ausencias lo dejaron 20º. Ese año comenzó a competir en un Mercury de los hermanos Wood. En 1973 venció en 11 oportunidades pero se ausentó en 10 de 28 carreras, de manera que terminó 13º.
El sistema de puntuación adoptado en 1974, basado en las ganancias de los pilotos, benefició a Pearson: ganó siete carreras y llegó entre los primeros 5 en 15 de las 19 que disputó. Pese a faltar a más de un tercio de las pruebas, cerró el año en el tercer escalón. En 1975 resultó 14º con tres triunfos y 13 top 5. En 1976, Pearson ganó 10 carreras, incluyendo su única conquista en las 500 Millas de Daytona, y llegó entre los cinco primeros en 16 de 22 participaciones. No obstante, el sistema de puntuación castigó su ausencias, y concluyó noveno en el campeonato. En 1977 ganó dos carreras y cosechó 16 top 5 en 22 carreras, con lo cual quedó 13º en el clasificador final. En 1978, ganó cuatro competencias y consiguió 11 top 5, que lo dejaron en 14º lugar.
Desde 1979 hasta su retiro en 1986, Pearson corrió a lo sumo doce carreras por temporada, la mayor parte de ellas para Chevrolet pero también para Buick, Oldsmobile, Ford y Mercury. En esa etapa final, venció en dos ocasiones y terminó entre los primeros cinco en 11. Entre 1974 y 1977, también disputó las cuatro fechas anuales de la International Race of Champions, el primer año en un Porsche y los demás para Chevrolet.  Ganó una prueba y terminó entre los primeros cinco en 10 de 16, de manera que terminó cuarto, sexto, quinto y noveno en las temporadas 1974 a 1977 respectivamente.